# St. Elisabeth (Stuttgart)

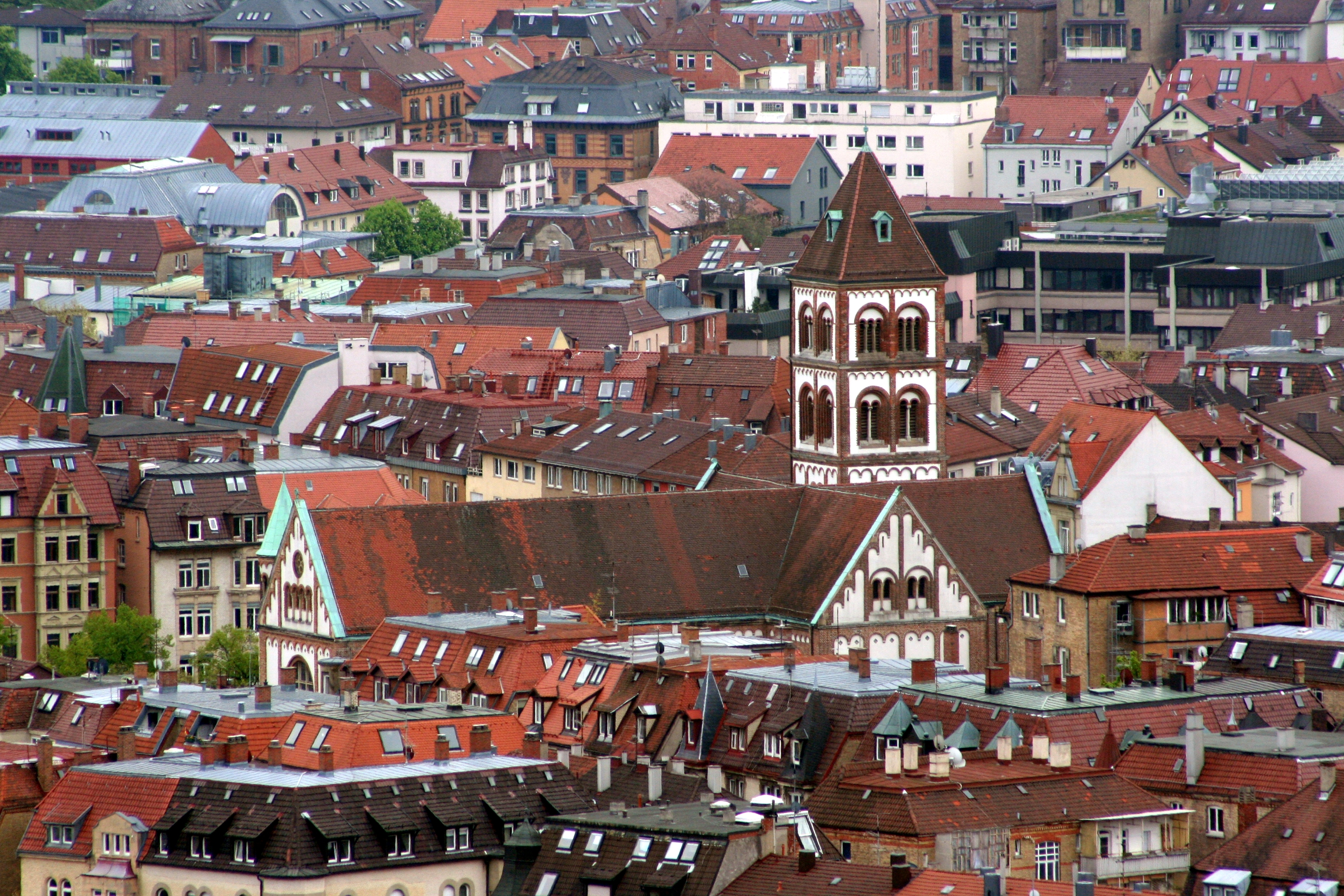
St. Elisabeth (Stuttgart-West)

Die katholische Kirchengemeinde St. Elisabeth im Stuttgarter Westen (Stadtbezirk Stuttgart-West) in der Diözese Rottenburg-Stuttgart ist mit ca. 9.500 Mitgliedern die größte katholische Gemeinde in Stuttgart.
Sie war lange Zeit mit bis zu 14.500 Katholiken die mit Abstand größte Gemeinde der ganzen Diözese und zählt trotz Ausgründung neuer Gemeinden aus dem alten Gemeindegebiet und innerstädtischer Abwanderung nach wie vor zu den größten Gemeinden der Diözese. Ca. 13.000 katholische Christen gehören heute zur Seelsorgeeinheit, die St. Elisabeth zusammen mit seiner früheren Filiale St. Clemens in Stuttgart-Botnang bildet.

## Geschichte

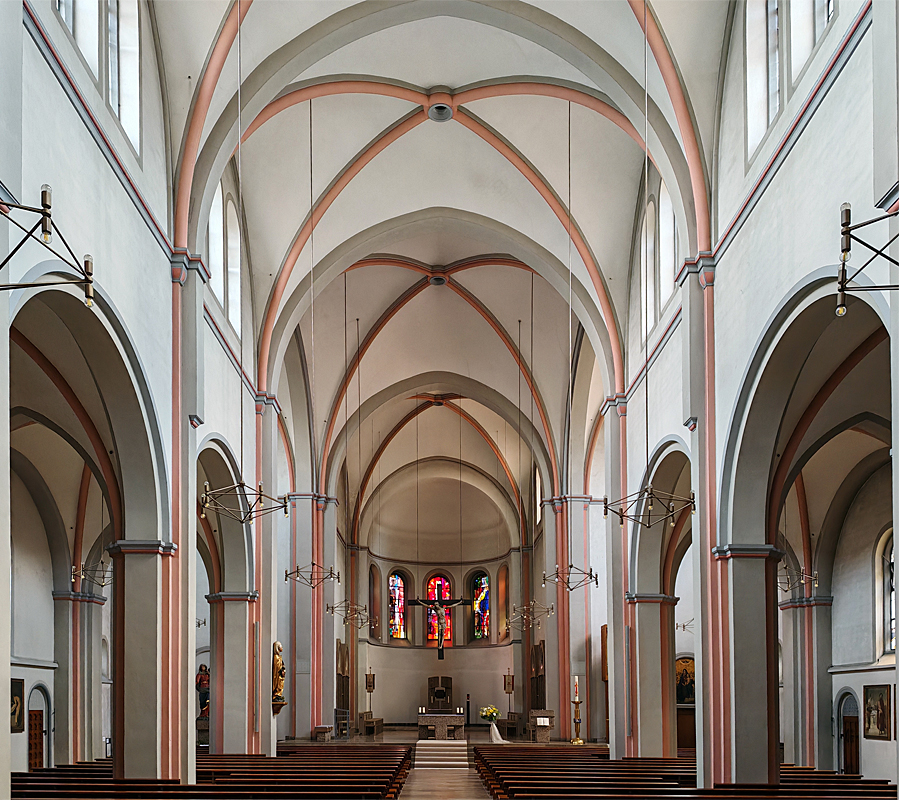
Innenansicht, Blick zum Chor

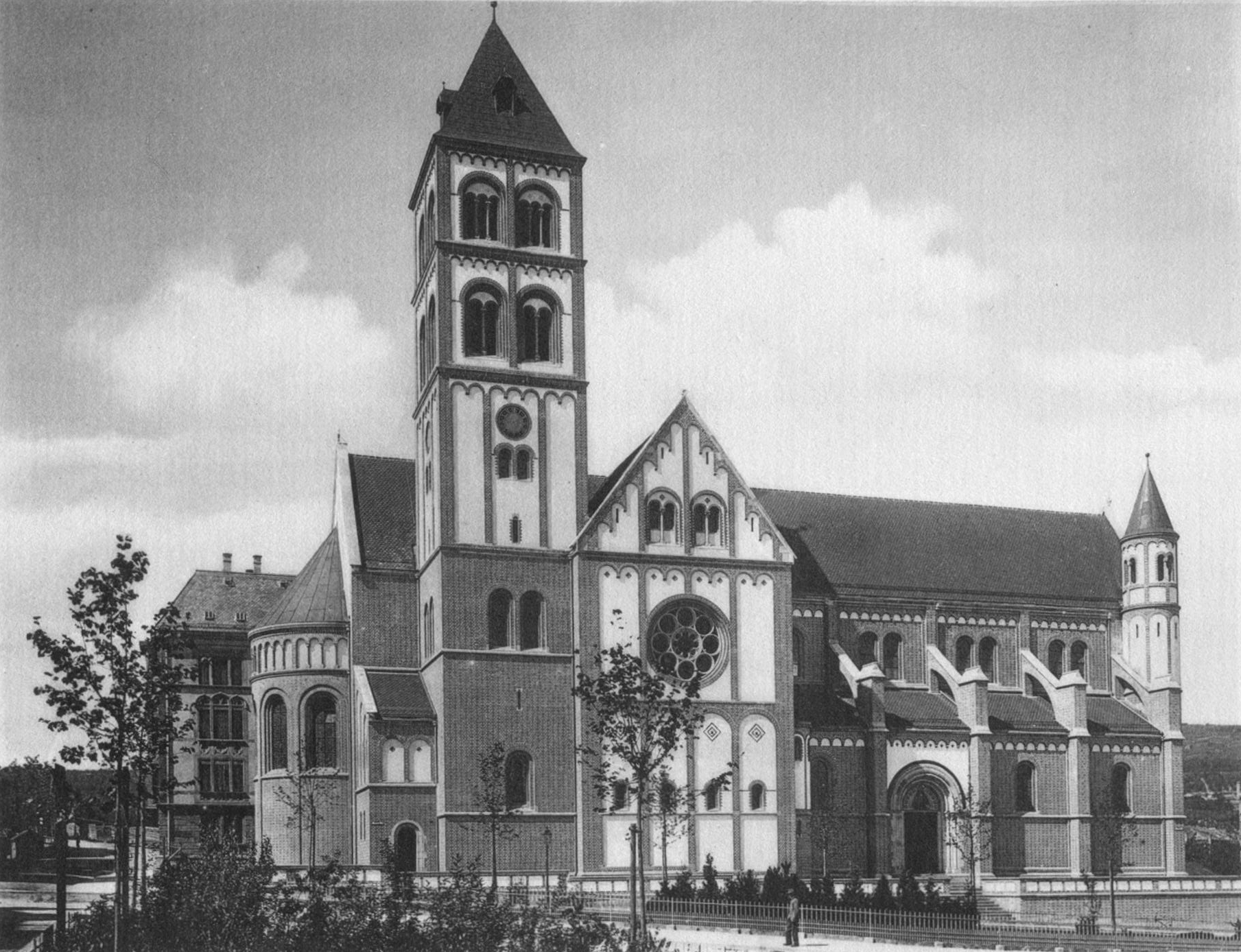
St. Elisabeth, 1901

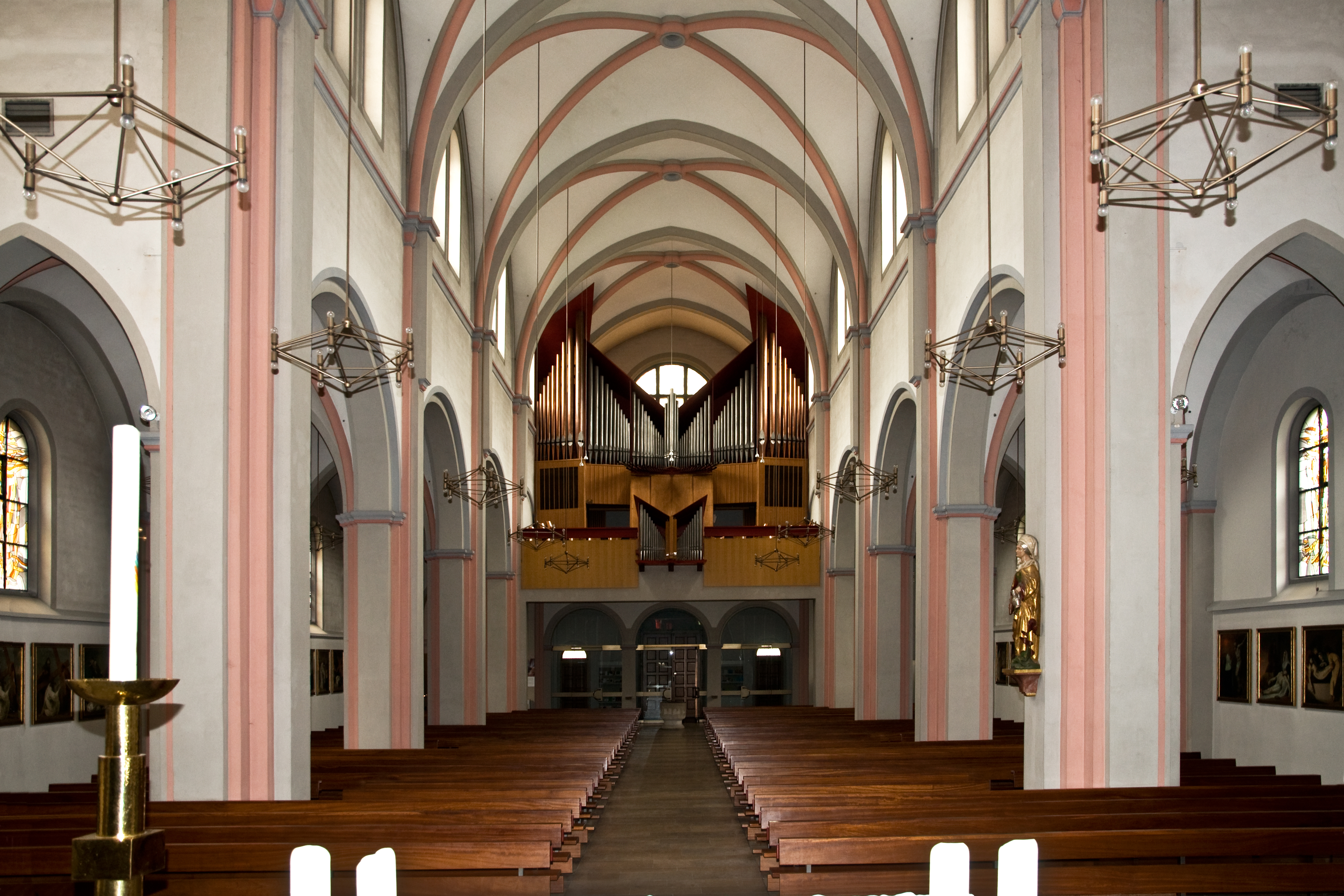
Innenraum mit Rieger-Orgel (2013)

St. Elisabeth umfasst gegenwärtig in etwa das Gebiet zwischen der Zeppelinstraße, Johannesstraße, Hasenberg, Rotenwald und Kräherwald und damit das Kerngebiet des Stuttgarter Westens.
Inmitten dieses Stadtteils bildet die der hl. Elisabeth von Thüringen geweihte Pfarrkirche am Bismarckplatz seit über hundert Jahren ein städtebauliches und optisches Zentrum. Von dem damaligen Kirchenarchitekten Josef Cades wurde entsprechend der Stiftung des katholischen Konsuls Franz Scharpff eine „neue, schöne und massive Kirche“ im neoromanischen Stil erbaut. Sie wurde am 12. November 1901 im Beisein der königlichen Familie als vierte katholische Pfarrkirche Stuttgarts nach St. Eberhard, St. Maria und St. Nikolaus von Bischof Paul Wilhelm von Keppler geweiht und wurde Pfarrkirche aller 5800 Katholiken, die damals westlich der Seidenstraße und nördlich des Hasenbergs einschließlich Botnang, Schloss Solitude und Wildpark wohnten.

## Gebäude
Die Kirche, die als eine der bedeutendsten Bauten Cades’ gilt, ist nach dem Vorbild der Benediktinerabtei Maria Laach als dreischiffige Basilika auf kreuzförmigem Grundriss mit einem Turm in der Süd-Ost-Ecke zwischen Chor und Querhaus erbaut. Sie wurde 1926 zum 25-jährigen Jubiläum, 1948 unter Beseitigung der Kriegsschäden, 1969 entsprechend der liturgischen Erneuerung des Zweiten Vatikanischen Konzils und schließlich zuletzt 1988 renoviert. Über die Kirche geben ein Kirchenführer sowie die Festschriften zur jüngsten Renovierung und zum hundertjährigen Gemeindejubiläum Auskunft. Besondere Beachtung verdienen die
- Bildwerke Gebhard Fugels, die um 1920 entstanden sind.
- Bildhauerschmuck von Josef Zeitler am Westportal: Giebelfigur der heiligen Elisabeth von Thüringen, Schmuckkapitelle, ornamentales Gewänderelief.[1]
- Die in klanglicher und technischer Hinsicht innovative, 1957 von Rieger Orgelbau, Schwarzach/Vorarlberg, mit vier Manualen und 56 Registern erbaute Orgel.
- Das 2001 vollständig erneuerte, sechsstimmige Geläut.

1976, im fünfundsiebzigsten Jahr der Gemeinde, wurde in der Rotenwaldstraße das Gemeindezentrum St. Stefan mit eigener Kirche, Altenwohnanlage, Kindergarten und Gemeindesälen erbaut. Treffpunkt für die Gemeinde ist außerdem das geräumige Gemeindezentrum in der Schwabstraße.

## Orgel

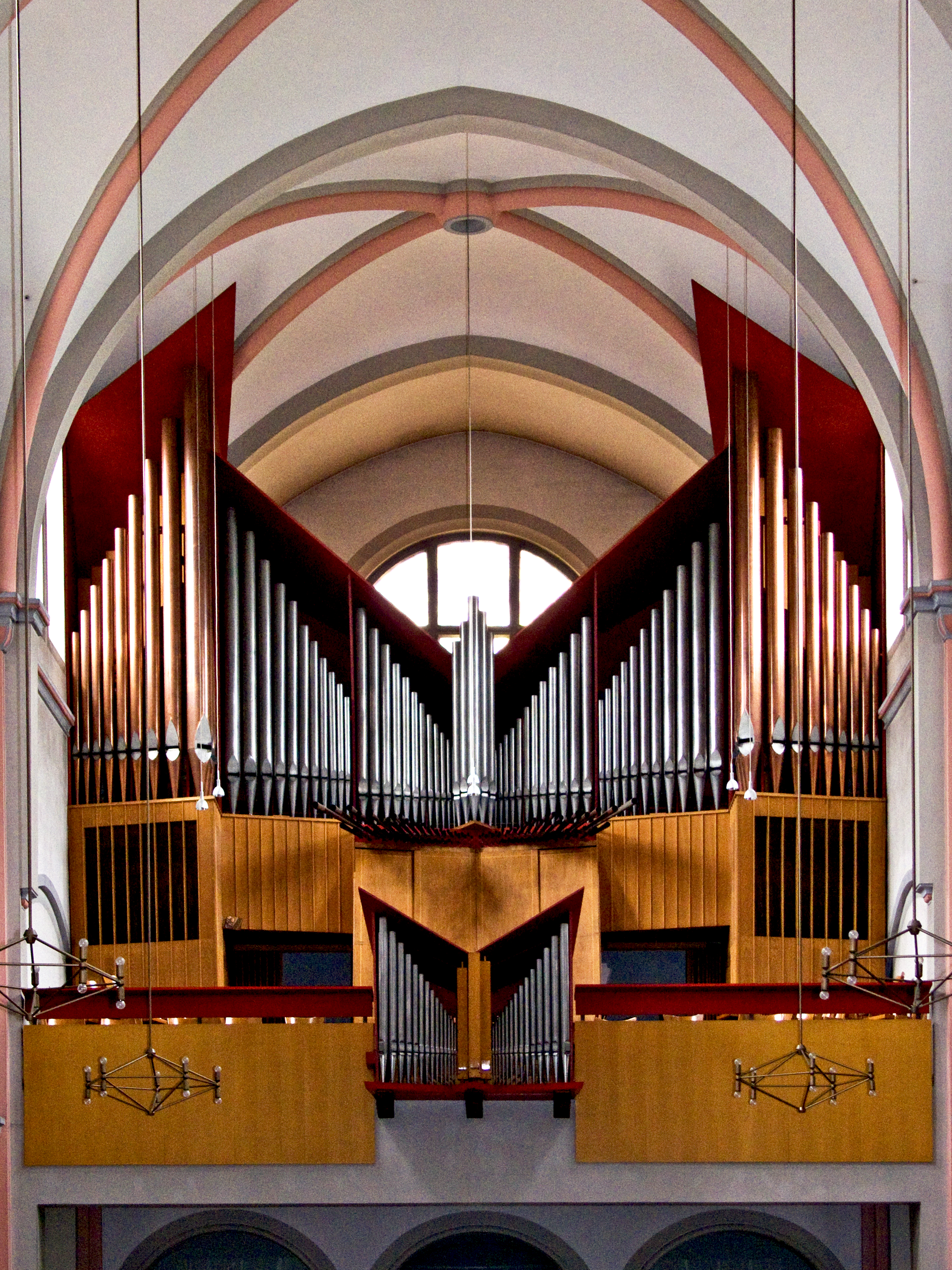
Orgel

Die von Rieger erbaute und 1957 eingeweihte Orgel von St. Elisabeth reiht sich ein in die großen Orgelneubauten nach dem Zweiten Weltkrieg in Stuttgart und ersetzte die 1944 völlig zerstörte romantische Weigle-Orgel. Auf den Wiederaufbau der zerstörten Stuttgarter Kirchen folgten außerdem die Instrumente in St. Fidelis, St. Eberhard und der evangelischen Stiftskirche. Im Unterschied zu diesen Orgeln erklingt die Orgel in St. Elisabeth immer noch, während die anderen Orgeln inzwischen durch neu erbaute Instrumente ersetzt worden sind.
Die Orgel von 1957 war in vielerlei Hinsicht in der damaligen Zeit innovativ und experimentell und hat einen profilierten und intensiven Klang. Das Gesamtkonzept geht auf Johann Nepomuk David zurück, der als Professor für Musiktheorie einige Jahre an der Stuttgarter Musikhochschule unterrichtete. David hatte in der seinerzeit herrschenden Orgelbewegung, die versuchte, ihr Klangbild an alten, historischen Orgeln der Barockzeit auszurichten, die Idee, nicht nur wie üblich die Vorbilder in Nord- und Mitteldeutschland zu suchen, sondern auch Instrumente in Italien und auf der iberischen Halbinsel in den Blick zu nehmen. Das Resultat ist eine stilistische Synthese:
Die Disposition eines Werkes mit „altitalienischem“ Klang auf dem dritten Manual mit den üblichen Einzelreihen ist ganz im Geiste des italienischen Barocks, Horizontaltrompeten mit entsprechender Mensur im Hauptwerk, das sonst zusammen mit dem Rückpositiv den deutschen Kern enthält, erinnern an spanische Barockorgeln und Registernamen wie Holzzimbelflöte 2fach 2‘, Cembaloregal 16‘ oder Flöte 8/11‘ an Experimentierfreude. Die Werke sind somit klar gegeneinander charakterisiert und sehr farbig disponiert. Trotzdem verbinden sie sich zusammen zu einer großen Einheit.
Das nahezu gleiche Konzept sollte schon bei der ein Jahr zuvor von Walcker in St. Eberhard gebauten Orgel umgesetzt werden, die aber aufgrund von minderwertigem Material wenige Jahre später ersetzt werden musste. Auch bei diesem Projekt wollte der Orgelsachverständige Hans Böhringer eigentlich mit der Orgelbaufirma Rieger zusammenarbeiten, die damals schon für ihre qualitativ hochwertigen Instrumente bekannt war. Dies wurde dann schließlich ein Jahr später in St. Elisabeth möglich.
Die Orgel in St. Elisabeth ist somit das einzige noch existierende große Instrument dieser Art und allein aus diesem Grund ein geschichtliches Denkmal. Das Instrument ist außerdem die erste große viermanualige Orgel der Fa. Rieger und war allein schon deshalb technisch eine Herausforderung. Ein Novum ist ebenfalls der damals eingebaute Barkerhebel, der fast alle Koppeln steuert und somit trotz der langen Trakturwege eine leichtgängige Spielweise ermöglicht.
Die großen Kirchenrenovierungen von 1969 und 1989 waren Anlässe, sowieso notwendigen Sicherungs- und Reinigungsarbeiten an der Orgel für technische und klangliche Korrekturen sowie Erweiterungen zu nutzen. So kehrten nach und nach romantische Elemente in die Orgel ein: z. B. Hautbois, Salicional, Vox coelestis.
Im Jahr 2014 erfolgte durch die Firma Lenter die letzte Ausreinigung und zugleich technische und klangliche Veränderungen. So wurden weitere wenige neue Register wie z. B. Cor anglais 16‘ eingebaut sowie Sub- und Superkoppeln im Schwellwerk installiert. Im Schwellwerk wurden außerdem Magnete angebracht, sodass dieses nun elektrisch an alle Manuale und das Pedal angekoppelt werden kann.
Aus Gründen des Denkmalschutzes hat man sich bei dieser letzten Renovierung der Orgel dagegen entschieden, den Barkerhebel durch eine reine Elektrifizierung zu ersetzen.
Der alte mechanische Sternchensetzer wurde durch eine elektronische Setzeranlage ersetzt. Zu Studienzwecken kann der Sternchensetzer hinter der Orgel besichtigt werden.
Trotz häufiger Nach- und Umintonation sowie leichten Veränderungen der Disposition in mehreren Abschnitten ist der interessante Kern des Instruments nahezu erhalten.
| I Rückpositiv C–g3 |                                  |         |
|                    | Quintade                         | 08′     |
|                    | Rohrflöte                        | 08′     |
|                    | Prinzipal                        | 04′     |
|                    | Koppelflöte                      | 04′     |
|                    | Oktav                            | 02′     |
|                    | Terz                             | 01 3⁄5′ |
|                    | Quintlein                        | 01 ⁄3′  |
|                    | Scharff IV                       | 01′     |
|                    | Terzzimbel III (1/4',1/5',1/6')0 | 01⁄4′   |
|                    | Krummhorn                        | 08′     |
|                    | Schalmei                         | 04′     |
|                    | Tremulant                        |         |

| II Hauptwerk C–g3 |                   |     |
|                   | Pommer            | 16′ |
|                   | Prinzipal         | 08′ |
|                   | Spitzflöte        | 08′ |
|                   | Oktav             | 04′ |
|                   | Rohrflöte         | 04′ |
|                   | Nachthorn         | 02′ |
|                   | Mixtur IV–V       | 02′ |
|                   | Kornett (ab g0)   | 08′ |
|                   | Trompete (span.)0 | 16′ |
|                   | Trompete          | 08′ |
|                   | Trompete (span.)  | 04′ |

| III Italienisches Werk C–g3 |                                                                                                  |        |
|                             | Principale                                                                                       | 16′    |
|                             | Ottava                                                                                           | 08′    |
|                             | Decima quinta                                                                                    | 04′    |
|                             | Vigesima seconda                                                                                 | 02′    |
|                             | Vigesima sesta                                                                                   | 01 ⁄3′ |
|                             | Vigesima nona                                                                                    | 01′    |
|                             | Quattro di ripieno IV (2/3', 1/2', 1/3', 1/4') (seit 1969, davor 1957 zwei zweichörige Mixturen) | 02⁄3′  |

| IV Brustwerk C–g3 (schwellbar) |                                                          |       |
|                                | Holzgedeckt                                              | 08′   |
|                                | Holzprinzipalflöte                                       | 04′   |
|                                | Prinzipal                                                | 02′   |
|                                | Holzzimbelflöte II (2/3', 1/2')                          | 02⁄3′ |
|                                | Metallzimbel III (1/3', 1/4', 4/19', 1957 4fach: + 2/7') | 01⁄3′ |
|                                | Cembaloregal                                             | 16′   |
|                                | Vox humana                                               | 08′   |
|                                | Tremulant                                                |       |

| Schwellwerk C–g3 |                                                           |         |
|                  | Flauto coperto (seit 1969)                                | 08′     |
|                  | Flauto in XV                                              | 04′     |
|                  | Flauto in XIX                                             | 02 ⁄3′  |
|                  | Flauto in XXIV                                            | 01 3⁄5′ |
|                  | Salizional (seit 1989)                                    | 08′     |
|                  | Schwebung (seit 1969 ab c0 )                              | 08′     |
|                  | Cor anglais (seit 2014)                                   | 16′     |
|                  | Hautbois (seit 1969)                                      | 08′     |
|                  | Tremulant                                                 |         |
|                  | (1957: Flauto in XXVIII 1 1/7', XXX 8/9' und XXXII 8/11') |         |

| Pedal C–f1 |                                               |         |
|            | Prinzipal                                     | 16′     |
|            | Subbass                                       | 16′     |
|            | Prinzipal                                     | 08′     |
|            | Spillflöte                                    | 08′     |
|            | Sesquialter II (5 1/3' gedeckt, 3 1/5' offen) | 05 1⁄3′ |
|            | Choralbass (1957 Rauschpfeife 3fach)          | 04′     |
|            | Pommer                                        | 04′     |
|            | Hohlpfeife                                    | 02′     |
|            | Hintersatz V                                  | 04′     |
|            | Bombarde                                      | 32′     |
|            | Posaune                                       | 16′     |
|            | Trompete                                      | 08′     |
|            | Trompete                                      | 04′     |
|            | Tremulant                                     |         |

- Koppeln:
  - mechanisch: IV/III, III/P, II/P, I/P
  - über Barkermaschine: IV/II, III/II, II/I
  - elektrisch: SW/I, SW/II, SW/III, SW/IV, SW/P, Sub SW, Super SW
- Spielhilfen: Setzeranlage, Absteller pro Werk
- Zimbelstern

Seit September 2020 ist Peter Schleicher Organist und Kirchenmusiker.

## Gemeinde
Der katholischen Kirche gehören ca. 28 % der Einwohner des Stadtteils an, der evangelischen Kirche knapp 30 %, die übrigen 42 % sind anderer oder keiner Konfession bzw. Religion. Die demografischen Eigenheiten des Stadtteils und die religionsdemografischen Entwicklungen in Stuttgart bilden sich auch in der Struktur der Gemeinde ab:
Die weitaus größte Altersgruppen der Gemeinde sind die 25- bis 40-Jährigen, von denen über 60 % Singles sind. Die jährliche Fluktuation ist mit 15 % unter den Katholiken ähnlich hoch wie unter den übrigen Einwohnern des Stadtteils. Nur die Hälfte der Einwohner bleibt länger als 15 Jahre im Stuttgarter Westen wohnen. St. Elisabeth bescheren die hohe Fluktuation und Attraktivität für jüngere Leute einen außergewöhnlich niedrigen Altersdurchschnitt. Die Gemeinde sucht eine offene und lebendige, positive und freundliche katholische Identität anzubieten. Dazu gehören auch besondere Angebote wie Kinder- und Familiengottesdienste sowie die musikalische Gestaltung durch Mini-Chor, Kinderchor, Jugendchor, Kammerchor, Choralschola und Kirchenchor.

## Einrichtungen
Im Bereich des sozial-karitativen Engagements hat St. Elisabeth über viele Jahrzehnte einen Schwerpunkt im kinderpädagogischen Bereich ausgebildet und damit weit über den Stadtteil hinaus Anerkennung gefunden. Derzeit unterhält die Gemeinde eine reine Kinderkrippe Mini-Lisa, einen reinen Schülerhort Villa Elisa, sowie vier, auch Krippen und Hortgruppen umfassende Kindertagesstätten: das Kinderhaus Abraxas, das 2007 erweiterte Kinderhaus St. Elisabeth, das ebenfalls 2007 erweiterte Kinderhaus Regenbogen sowie das Kinderhaus St. Stefan mit insgesamt über 400 Plätzen. Die verschiedenen Einrichtungen repräsentieren eine Bandbreite aktueller pädagogischer Konzepte: neben dem Infans-Konzept (Mini-Lisa, Abraxas, Kinderhaus St. Elisabeth, Villa Elisa) wird nach dem Early-Excellence-Center-Konzept (Kinderhaus St. Stefan, EEC-Konsultationseinrichtung) und nach einem langjährig entwickelten eigenen Konzept (Kinderhaus Regenbogen) gearbeitet. Die Einrichtungen sind breit vernetzt, werden wissenschaftlich begleitet (etwa vom Deutschen Jugendinstitut) und erproben innovative Ansätze, was die Betreuungsformen und die Finanzierung angeht. Zu diesen Einrichtungen kommen hinzu das Ferienwaldheim Gallenklinge sowie das erst jüngst eröffnete Familienzentrum St. Stefan, das erste gemeindliche Familienzentrum der katholischen Kirche in der Diözese, das eng mit dem Kinderhaus St. Stefan verbunden ist.
St. Elisabeth ist damit der größte und vielfältigste Träger katholischer pädagogischer Einrichtungen in Stuttgart und wird die zukünftigen Strukturen im Bereich der katholischen Kindertagesstätten maßgeblich mitgestalten. Zur Unterstützung ihres Engagements für Kinder und Familien hat die Gemeinde die Stiftung St. Elisabeth gegründet und stellt damit eine zukunftsfähige Fundraising-Struktur zur Förderung ihres karitativen Schwerpunkts zur Verfügung.
Im Herbst 2008 wurde die Kantorei St. Elisabeth gegründet, die nicht nur die sechs Chöre und Ensembles der Gemeinde, vom Mini-Chor über Kinder- und Jugendchor, Kammerchor, Schola gregoriana Elisabethana bis zum Kirchenchor zusammenfasst und miteinander vernetzt, sondern auch in einem innovativen Konzept die gemeindliche Chor- und Kirchenmusikarbeit mit der frühkindlichen musikalischen Bildung in den pädagogischen Einrichtungen entsprechend aktuellen pädagogischen Ansätzen verknüpft.
Das gemeindliche Leben entfaltet sich in einer Vielzahl von Gruppen, unter denen im Bereich der Jugendarbeit die Gruppe von über hundert Ministranten hervorragt. Gute, über Jahrzehnte gewachsene ökumenische Beziehungen bestehen insbesondere zur evangelischen Johannes-, Paulus- und Paul-Gerhardt-Gemeinde.

## Organisation
St. Elisabeth bildet seit einigen Jahren zusammen mit St. Clemens in Botnang eine Seelsorgeeinheit. Diese Struktur sieht vor, dass die Gemeinden ihre grundsätzliche Selbständigkeit behalten und ihr je eigenes Profil entsprechend den Erfordernissen vor Ort entwickeln, aber in den Bereichen, in denen es sinnvoll oder notwendig ist, kooperieren und unter Leitung eines Pfarrers stehen. Die Gemeinde ist Belegenheitsgemeinde der tschechischen und der slowakischen muttersprachlichen Gemeinden.
Hauptamtlich für die Seelsorge in St. Elisabeth und St. Clemens sind derzeit neben dem Pfarrer ein weiterer Priester tätig, der als Pfarrvikar Pastorale Ansprechperson in und für St. Clemens ist, sowie eine Gemeindereferentin und ein Pastoralreferent, die beide auch Religionsunterricht geben. Sie werden derzeit durch zwei Priester im Ruhestand und einen studierenden Priester mit Teilauftrag sowie eine Gemeindereferentin mit Teilauftrag unterstützt. St. Elisabeth ist Ausbildungsgemeinde für Pastoralassistenten und Vikare. Die Gemeinde beschäftigt ca. 110 Mitarbeiter.